# Варденис (село)
Варденис (арм. Վարդենիս) — село в Армении, на востоке Арагацотнской области, в Апаранской котловине.

## География
Село расположено на реке Касах в 6 км к юго-востоку от города Апарана, 3 км к юго-востоку от села Чкнах, в 5 км к западу от села  Ттуджур и в 4 км к юго-востоку от села Мулки. К югу от села расположено Апаранское водохранилище, а к северу горы.

## Население
| Год  | Численность | Численность |
| ---- | ----------- | ----------- |
| 1831 | 248         | [ 3 ]       |
| 1897 | 1067        | [ 3 ]       |
| 1926 | 1190        | [ 3 ]       |
| 1939 | 1347        | [ 3 ]       |
| 1959 | 706         | [ 3 ]       |
| 1970 | 623         | [ 3 ]       |
| 1979 | 562         | [ 3 ]       |
| 1989 | 673         | [ 3 ]       |
| 2001 | 604         | [ 3 ]       |
| 2004 | 703         | [ 3 ]       |
| 2011 | 700         | [ 4 ]       |

## Достопримечательности
В селе имеется церковь XIX века. В 1255 году Киракос Гандзакеци встретился с возвращавшимся после посещения Батыя и Мункэ-хана киликийским царем Хетумом. Встреча эта имела место, как пишет сам историк, «в доме ишхана Курда, в селении Варденис», в Арагацотнской области. Также в селе находится Часовня Святого Нарека.